# 정성원 (축구 선수)
정성원(2001년 1월 29일 ~ )은 대한민국의 축구 선수로, 포지션은 미드필더이다. 현재 안성시민축구단 소속이다.